# Firefighter F.D. 18
Firefighter F.D. 18 (stylisé en FIREFIGHTER F.D.18) est un jeu vidéo d'action sorti en 2004 sur PlayStation 2, développé et édité par Konami. Le joueur incarne Dean McGregor, un pompier ; le jeu rappelle par certains aspects le film Backdraft de Ron Howard.